# 枫树岗摩崖石刻
枫树岗摩崖石刻，位于中国广东省梅州市平远县中行镇仲石村，为梅州市平远县的一个县级文物保护单位，类型为石窟寺及石刻，公布时间为1985年12月。
枫树岗摩崖石刻的历史年代为清代。